# Héctor Elizondo
Héctor Elizondo (New York, 22 dicembre 1936) è un attore statunitense, vincitore dell'Emmy Award al miglior attore non protagonista nel 1997.

## Biografia
Elizondo nasce a New York il 22 dicembre 1936, figlio di Martín Echevarría Elizondo, un notaio e commercialista portoricano di origine basca per parte paterna, e di Carmen Medina Reyes, una casalinga portoricana, figlia a sua volta di immigrati spagnoli originari delle Isole Canarie. Durante gli studi si distingue nell'ambito sportivo e musicale. All'inizio degli anni sessanta, studia danza in una compagnia di ballo al Carnegie Hall.
La sua carriera cinematografica inizia a metà anni '60, con la partecipazione a film come Per una manciata di soldi (1972), Il colpo della metropolitana (Un ostaggio al minuto) (1974), Cuba (1979) e American Gigolò (1980). All'inizio degli anni ottanta, intraprende una collaborazione con il regista Garry Marshall, suo amico di lunga data,  prendendo parte a tutti i suoi film, da L'ospedale più pazzo del mondo (1982), passando da Pretty Woman (1990), Paura d'amare (1991), diventando un attore feticcio per il regista.
Ha preso parte anche a film come Posizioni promettenti (1985), Campioni di guai (1991), Beverly Hills Cop III (1994), L'amore ai tempi del colera (2007) e molti altri.
Molto attivo anche in campo televisivo, ha preso parte a numerose serie TV, recitando in alcune puntate di Agenzia Rockford, Kojak, Grey's Anatomy e molte altre. Inoltre è stato uno dei personaggi principali della serie TV medica Chicago Hope di cui ha diretto alcuni episodi. Nella stagione 2008-2009 ha preso parte alla serie Detective Monk nei panni del dottor Neven Bell, lo psicoterapeuta che prende in cura Adrian Monk (Tony Shalhoub) dopo la morte del dottor Charles Kroger (Stanley Kamel).
Si è sposato tre volte: nel 1956 con Marie Rivera, divorziando un anno dopo, dalla quale ha avuto un figlio, Rod; nel 1963 con Marie Mandry, da cui ha divorziato dopo un anno; dal 1969 è sposato con la fotografa Carolee Campbell.

## Filmografia

### Cinema
- Il padrone di casa (The Landlord), regia di Hal Ashby (1970)
- Io sono Valdez (Valdez Is Coming), regia di Edwin Sherin (1971)
- Il mio uomo è una canaglia (Born to Win), regia di Ivan Passer (1971)
- Per una manciata di soldi (Pocket Money), regia di Stuart Rosenberg (1972)
- Il colpo della metropolitana (Un ostaggio al minuto) (The Taking of Pelham One Two Three), regia di Joseph Sargent (1974)
- Rapporto al capo della polizia (Report to the Commissioner), regia di Milton Katselas (1975)
- Diary of the Dead, regia di Arvin Brown (1976)
- Cuba, regia di Richard Lester (1979)
- American Gigolò, regia di Paul Schrader (1980)
- Un'ombra nel buio (The Fan), regia di Ed Bianchi (1981)
- L'ospedale più pazzo del mondo (Young Doctors in Love), regia di Garry Marshall (1982)
- Posizioni promettenti (Private Resort), regia di George Bowers (1985)
- Niente in comune (Nothing in Common), regia di Garry Marshall (1986)
- Overboard - Una coppia alla deriva (Overboard), regia di Garry Marshall (1987)
- Spiagge (Beaches), regia di Garry Marshall (1988)
- Leviathan, regia di George Pan Cosmatos (1989)
- Pretty Woman, regia di Garry Marshall (1990)
- Filofax - Un'agenda che vale un tesoro (Taking Care of Business), regia di Arthur Hiller (1990)
- Nella tana del serpente (Chains of Gold), regia di Rod Holcomb (1991)
- Campioni di guai (Necessary Roughness), regia di Stan Dragoti (1991)
- Paura d'amare (Frankie and Johnny), regia di Garry Marshall (1991)
- Caccia al tesoro (There Goes the Neighborhood), regia di Bill Phillips (1992)
- Samantha - Il sorriso della vita (Samantha), regia di Stephen La Rocque (1992)
- Le cinque vite di Hector (Being Human), regia di Bill Forsyth (1993)
- Beverly Hills Cop III - Un piedipiatti a Beverly Hills III (Beverly Hills Cop III), regia di John Landis (1994)
- Papà ti aggiusto io! (Getting Even with Dad), regia di Howard Deutch (1994)
- Giustizia clandestina (Backstreet Justice), regia di Chris McIntyre (1994)
- Alibi perfetto (Perfect Alibi), regia di Kevin Meyer (1995)
- Strani miracoli (Dear God), regia di Garry Marshall (1996)
- Turbulence - La paura è nell'aria (Turbulence), regia di Robert Butler (1997)
- Complotto per un uomo solo (Safe House), regia di Eric Steven Stahl (1998)
- Un amore speciale (The Other Sister), regia di Garry Marshall (1999)
- Entropy - Disordine d'amore (Entropy), regia di Phil Joanou (1999)
- Se scappi, ti sposo (Runaway Bride), regia di Garry Marshall (1999)
- Tortilla Soup, regia di Maria Ripoli (2001)
- Pretty Princess (The Princess Diaries), regia di Garry Marshall (2001)
- Due sballati al college (How High), regia di Jesse Dylan (2001)
- Quando meno te lo aspetti (Raising Helen), regia di Garry Marshall (2004)
- Principe azzurro cercasi (The Princess Diaries 2: Royal Engagement), regia di Garry Marshall (2004)
- La profezia di Celestino (The Celestine Prophecy), regia di Armand Mastroianni (2006)
- Donne, regole... e tanti guai! (Georgia Rule), regia di Garry Marshall (2007)
- L'amore ai tempi del colera (Love in the Time of Cholera), regia di Mike Newell (2007)
- Knight to D7, regia di Nathan Scoggins – cortometraggio (2010)
- Appuntamento con l'amore (Valentine's Day), regia di Garry Marshall (2010)
- Capodanno a New York (New Year's Eve), regia di Garry Marshall (2011)
- Il libro della vita (Book of Life), regia di Jorge R. Gutierrez (2014) - voce
- Mother's Day, regia di Garry Marshall (2016)
- Music, regia di Sia (2021)

### Televisione
- Ai confini della notte (The Edge of Night) – serie TV, 1 episodio (1966)
- The Impatient Heart, regia di John Badham – film TV (1971)
- Maude – serie TV, 1 episodio (1974)
- Baretta – serie TV, 1 episodio (1975)
- Colombo (Columbo) – serie TV, episodio 5x02 (1975)
- Kojak – serie TV, 2 episodi (1973-1976)
- Agenzia Rockford (The Rockford Files) – serie TV, 2 episodi (1975-1978)
- Popi – serie TV, 11 episodi (1975-1976)
- Freebie e Bean (Freebie and the Bean) – serie TV, 9 episodi (1980-1981)
- Hill Street giorno e notte (Hill Street Blues) – serie TV, 1 episodio (1984)
- Fuori nel buio (Out of the Darkness), regia di Jud Taylor – film TV (1985)
- Madre coraggio (Courage), regia di Jeremy Kagan – film TV (1986)
- Storie incredibili (Amazing Stories) – serie TV, episodio 2x07 (1986)
- Matlock – serie TV, 1 episodio (1986)
- Down and Out in Beverly Hills – serie TV, 13 episodi (1987)
- Un giustiziere a New York (The Equalizer) – serie TV, 1 episodio (1989)
- Il prezzo della passione (Sparks: The Price of Passion), regia di Richard A. Colla – film TV (1990)
- Il vendicatore della notte (Dark Avenger), regia di Guy Magar – film TV (1990)
- Vittime del tempo (Forgotten Prisoners: The Amnesty Files), regia di Robert Greenwald – film TV (1990)
- Prova schiacciante (The Burden of Proof), regia di Mike Robe – miniserie TV (1992)
- I racconti della cripta (Tales from the Crypt) – serie TV, 1 episodio (1993)
- Animaniacs – serie animata, 1 episodio (1993)
- La famiglia Brock (Picket Fences) – serie TV, 1 episodio (1994)
- Batman – serie animata, 1 episodio (1995) - voce
- Aladdin – serie animata, 2 episodi (1995)
- Forse un angelo (Borrowed Hearts), regia di Ted Kotcheff – film TV (1997)
- Ultime dal cielo (Early Edition) – serie TV, 1 episodio (1998)
- Chicago Hope – serie TV, 141 episodi (1994-2000)
- Fidel - La storia di un mito (Fidel), regia di David Attwood – film TV (2002)
- West Wing - Tutti gli uomini del Presidente (The West Wing) – serie TV, episodio 3x15 (2002)
- Le nuove avventure di Scooby Doo (What's New, Scooby-Doo?) (voce) – serie animata, 1 episodio (2002)
- Senza traccia (Without a Trace) – serie TV, 1 episodio (2003)
- Miracles – serie TV, 4 episodi (2003)
- Jack & Bobby – serie TV, 1 episodio (2004)
- Justice League voce – serie animata, 5 episodi (2004-2006)
- Avatar: La leggenda di Aang (Avatar: The Last Airbender) – serie TV, 1 episodio (2006)
- I signori del rum (Cane) – serie TV, 13 episodi (2007)
- Detective Monk (Monk) – serie TV, 14 episodi (2008-2009)
- Grey's Anatomy – serie TV, 5 episodi (2007-2013)
- L'uomo di casa (Last Man Standing) – serie TV, 194 episodi (2011-2021)
- Cristela – serie TV, 1 episodio (2015)
- B Positive – serie TV, 14 episodi (2021-2022)
- Mr. Monk's Last Case: A Monk Movie, regia di Randall Zisk – film TV (2023)

## Riconoscimenti
- Golden Globe
  - 1991 – Candidatura al Miglior attore non protagonista per Pretty Woman
- Emmy Award
  - 1992 – Candidatura al Miglior attore non protagonista in una miniserie per Mrs. Cage
  - 1995 – Candidatura al Miglior attore non protagonista in una serie drammatica per Chicago Hope
  - 1996 – Candidatura al Miglior attore non protagonista in una serie drammatica per Chicago Hope
  - 1997 – Miglior attore non protagonista in una serie drammatica per Chicago Hope
  - 1998 – Candidatura al attore non protagonista in una serie drammatica per Chicago Hope
- Paris Film Festival
  - 1993 – Miglior attore in una scena per Pretty Woman

## Doppiatori italiani
Nelle versioni in italiano delle opere in cui ha recitato, Héctor Elizondo è stato doppiato da:
- Dario Penne in Turbulence - La paura è nell'aria, Se scappi ti sposo, Su e giù per Beverly Hills, I signori del rum, Detective Monk, Appuntamento con l'amore, Capodanno a New York
- Sandro Sardone in Pretty Woman, Filofax - Un'agenda che vale un tesoro, Paura d'amare, Samantha - Il sorriso della vita, Pretty Princess, Principe azzurro cercasi, Campioni di guai
- Stefano De Sando in Alibi perfetto, Grey's Anatomy, Music
- Piero Tiberi in Giustizia clandestina, Un amore speciale
- Luciano De Ambrosis in Flamingo Kid, Fidel - La storia di un mito
- Sergio Di Giulio in Complotto per un uomo solo, Quando meno te lo aspetti
- Gino La Monica in Tortilla Soup, Senza traccia
- Angelo Nicotra in Donne, regole... e tanti guai!, Mother's Day
- Gianni Giuliano in Caccia al tesoro, Mr. Monk's Last Case: A Monk Movie
- Alessandro Rossi in Storie incredibili, Matlock
- Antonio Fattorini in Kojak
- Vittorio Congia in Agenzia Rockford (ep. 1x18)
- Rodolfo Traversa in Agenzia Rockford (ep. 5x06)
- Renato Cortesi ne Il colpo della metropolitana (Un ostaggio al minuto)
- Dario De Grassi in Freebie e Bean
- Emilio Cappuccio ne Le cinque vite di Hector
- Roberto Rizzi in Papà, ti aggiusto io!
- Giorgio Favretto in Beverly Hills Cop III - Un piedipiatti a Beverly Hills III
- Marco Balbi in Strani miracoli
- Franco Mannella ne L'amore ai tempi del colera
- Sandro Iovino in American Gigolò
- Carlo Sabatini in Cuba
- Romano Malaspina in Chicago Hope
- Elio Zamuto in Nella tana del serpente
- Saverio Moriones in Forse un angelo
- Antonio Guidi in Due sballati al college
- Michele Kalamera in West Wing - Tutti gli uomini del Presidente
- Luciano Roffi in Miracles
- Aldo Stella ne La profezia di Celestino
- Ennio Coltorti in Grey's Anatomy (ep. 3x19)
- Stefano De Sando in Grey's Anatomy (st. 5-7, ep. 10x09)
- Bruno Alessandro ne L'uomo di casa
- Antonio Palumbo in Cristela
- Marco Mori in Donne, regole... e tanti guai! (ridoppiaggio)

Da doppiatore è sostituito da:
- Mario Zucca in Batman - Il mistero della Batwoman
- Paolo Buglioni ne Il libro della vita
- Ambrogio Colombo in American Dad
- Bruno Alessandro in Topolino e gli amici del rally
- Michele Kalamera in Elena di Avalor
- Franco Zucca in American Dad